# Kopalnia Węgla Kamiennego Sosnowiec
Kopalnia Węgla Kamiennego „Sosnowiec” (działająca również pod nazwą „Fanny”, „Renard” i ,,Stalin”) − kopalnia w Sosnowcu działająca w latach 1876−1998.
Kopalnia „Sosnowiec” powstała w 1876 roku w Sielcu pod nazwą „Fanny”. Zakład Górniczy działał na terenie Sosnowca w obrębie dzielnic Pogoń-Rudna, Środula, Zagórze, Stary Sosnowiec, Sielec, Klimontów, Śródmieście, Dębowa Góra i Dańdówka, a także w będzńskich dzielnicach Małobądz i Warpie. Ostatnią tonę węgla wydobyto 3 stycznia 1998 roku. W latach 1998−2011 przeprowadzono likwidację spółki KWK „Sosnowiec” S.A. wraz z jej majątkiem.

## Historia

### XIX wiek

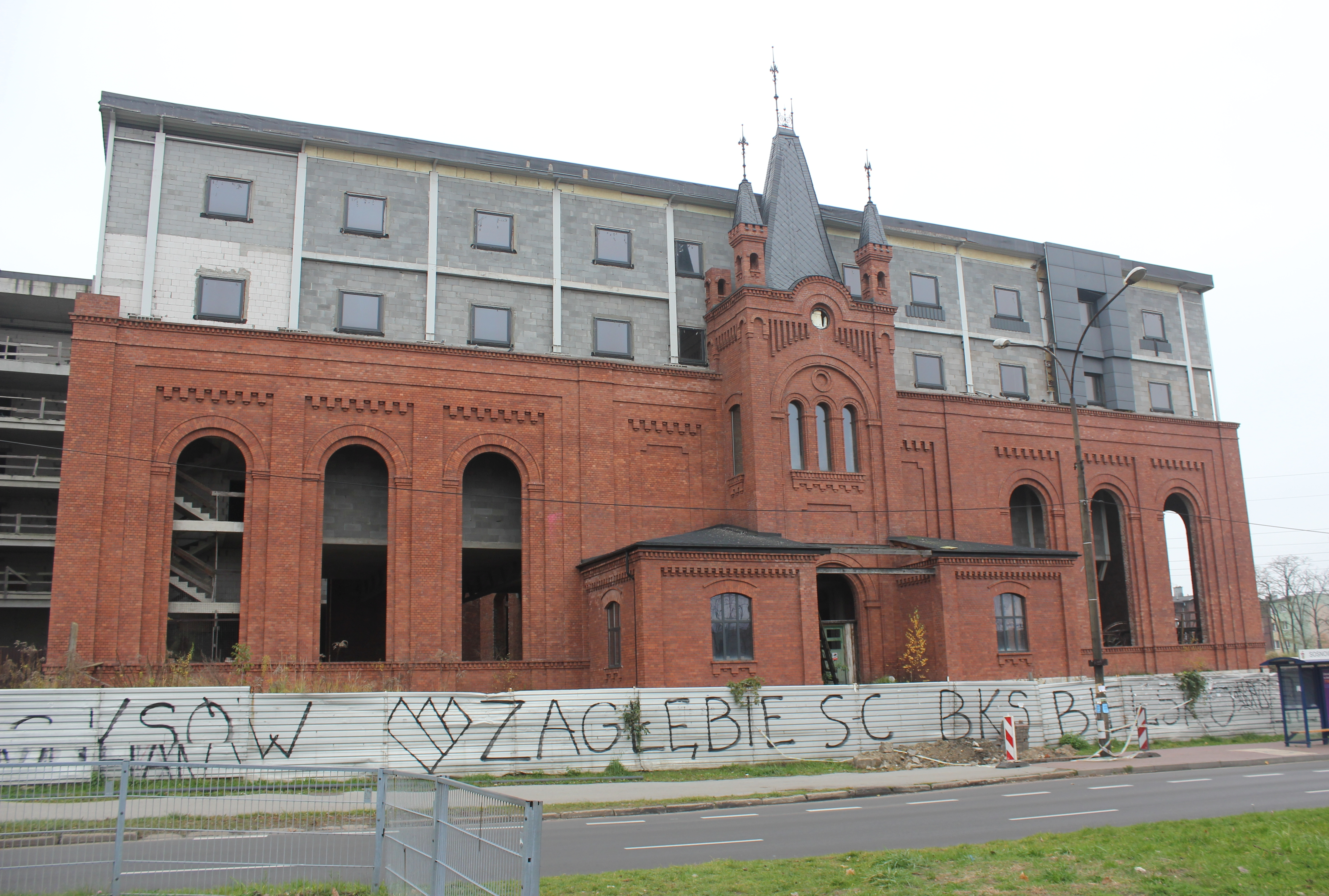
Budynek kopalnianej elektrowni Hrabia Renard podczas adaptacji na hotel w 2017 roku

- 1856 r. – Dobra sieleckie, na których terenie powstała kopalnia „Renard”, kupił od siostrzenicy księcia Ludwika zu Anhalt-Koethen-Pless, Szarlotty von Stolberg–Wernigerode dla swojego syna Jana Marii Renarda (1829–1874), hrabia Andrzej Maria Renard (1795–1874) ze Strzelec Opolskich na Śląsku Opolskim[3].
- lata 1856–1875 – Okres kierowania majątkiem przez Hermana Möbiusa, który był dyrektorem generalnym i głównym inżynierem w dobrach Jana Renarda, piastującego funkcję konsula pruskiego w Wiedniu[4].
- 1874 r. – Po śmierci Jana i Andrzeja Renardów, w 1875 r. nastąpiła zmiana na stanowisku dyrektora ich dóbr. W imieniu spadkobierców nowym zarządcą został inżynier górniczy ze Śląska Ludwik Mauve, który pełnił swoją funkcję do śmierci w 1915 r.[4].
- 1876 r. – Powstanie kopalni odkrywkowej „Fanny” w rejonie ul. Przyjaciół Żołnierza i Lipowej[4][5]
- Lata 1880–1883 – Budowa szybów wydobywczych „Eulenburg” i „Renard” przy ulicy Gabriela Narutowicza. Ten ostatni dał kopalni „Fanny” w 1883 r. nową nazwę „Renard”[2][6].
- 1884 r. – Spadkobiercy hrabiego Renarda sprzedali majątki Sielec, Modrzejów, Góra Siewierska i Strzyżowice wraz z kopalniami i zakładami przemysłowymi niewielkiemu gwarectwu węglowemu „Chełm” z Chełma, które reprezentował wrocławski bankier, baron Gedeon von Wallenberg-Pachaly. W zamian za to co otrzymali większościowy udział kuksów, czyli akcji w nowym przedsiębiorstwie, które otrzymało nazwę Gwarectwo „Hrabia Renard”[7].
- 1886 r. – Oddano do użytku bocznicę kolejową, łączącą kopalnię z normalnotorową linią kolejową Warszawa – Katowice[4].
- 1888 r. –  Połączenie kopalni „Renard” wyrobiskami górniczymi z szybem „Wilhelmina” kopalni „Ludwik”[8].
- 1892 r. – 70 górników z kopalni „Renard” i 50 z należącej do Gwarectwa kopalni „Andrzej” zastrajkowało, żądając podwyżki płac. Dyrekcja zwolniła wprawdzie z pracy 30 przywódców strajku, ale na dyrektora Mauve przeprowadzono nieudany zamach. Przed jego willą wybuchł ładunek dynamitu, w wyniku którego stracił nogę[7].
- 1896 r. – Kapitał francuski dzięki przychylności władz carskich przejął większość udziałów Gwarectwa „Hrabiego Renarda”, co doprowadziło do zmiany nazwy spółki na Towarzystwo Górniczo-Przemysłowe „Hrabia Renard”[7].

### XX wiek

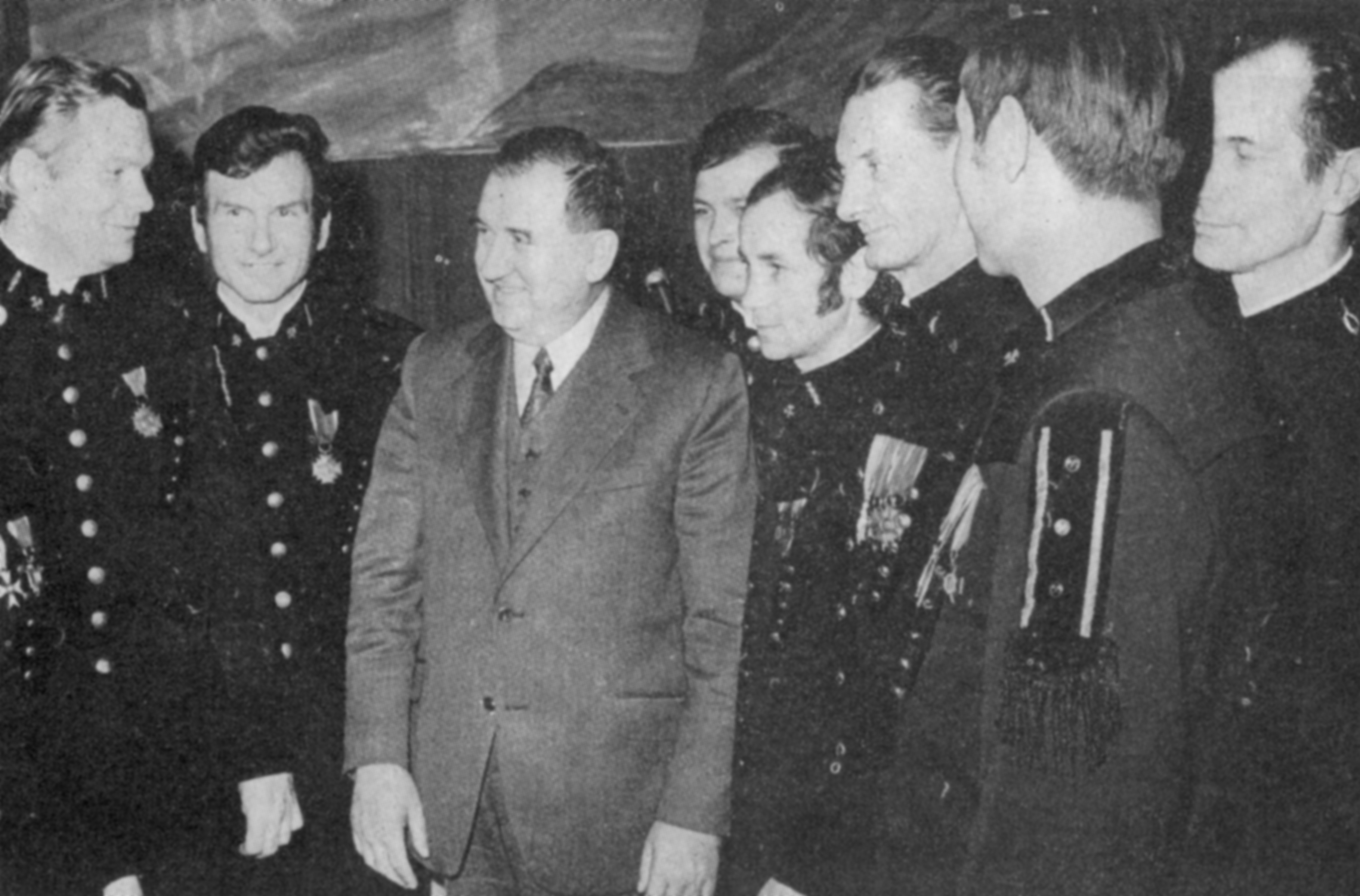
Zdzisław Grudzień, I sekretarz KW PZPR w Katowicach na spotkaniu z pracownikami kopalni Sosnowiec w 1973 roku

- 1902 r. – Spółka pozyskała innego inwestora kapitału francuskiego Grupy Towarzystw Przemysłowych „Huta Bankowa", skupiającą oprócz kopalni zakłady metalowe[9].
- Lata 1903–1904 – Wybudowano nowy budynek elektrowni wraz z kotłownią, która od 1913 r. zasilała w energię elektryczną całe miasto[4].

- 1904 r. – Rozpoczęto wydobycie węgla z zastosowaniem podsadzki hydraulicznej, a w pobliżu szybów wydobywczych „Eulenburg” i „Renard” stanął, oddany do użytku, szyb „Joanna”[10].

- 9 lutego 1905 r. – Na fali strajków ogarniających carską Rosję, w trakcie wiecu na terenie kopalni „Renard”, przyjęto 32 postulaty strajkowe górników całego Zagłębia Dąbrowskiego. Strajkujący na skutek prowokacji, wdarli się na teren huty „Katarzyna”, gdzie zostali ostrzelani przez wojsko. Zginęło 38 robotników, a ponad 150 zostało rannych[11]. Na przełomie czerwca i lipca w kopalni „Renard” górnicy próbowali sami narzucić 8 godzinny dzień pracy, jednak po kilkunastu dniach akcja ta załamała się.
- 1906 r. – Włączenie kopalni „Ludwik” z szybami „Wilhelmina”, „Matylda” oraz szybem wentylacyjnym do kopalni „Renard”[12].
- 1913 r. – Wydobycie węgla w kopalni wzrosło do 662 tys. t. Po odzyskaniu niepodległości w kopalni „Hrabia Renard” powstał robotniczy komitet kopalniany, który współpracował z Komitetem Wykonawczym Rad Delegatów Robotniczych Okręgu Sosnowieckiego, opierającego swą siłę w uzbrojonych robotnikach skupionych w Czerwonej Gwardii. Ów komitet kopalniany zbierał się dwa razy w tygodniu, jego członkowie codziennie dyżurowali w sekretariacie od godziny 6 do 20, a robotnik urzędujący w sekretariacie otrzymywał wynagrodzenie z kasy kopalni. Podobnie delegaci do Rad delegatów Robotniczych i członkowie Czerwonej Gwardii. Dyrekcja kopalni została zmuszona zastosować wiele decyzji komitetu w zakresie organizacji pracy i opieki lekarskiej.
- 21 grudnia 1918 r. – Wojsko rozbroiło Czerwoną Gwardię, a wpływ komitetu został stopniowo ograniczony.
- 1921 r. – Kopalnia „Hrabia Renard” z załogą liczącą 4295 pracowników była największym zakładem przemysłowym w Sosnowcu. Podczas wielkiego strajku górniczego w lutym i marcu 1932 r. załoga kopalni była jedną z najdłużej strajkujących. W kwietniu 1936 r., na wieść o krwawych wydarzeniach w Krakowie i Częstochowie, załoga kopalni „Renard” próbowała poderwać Zagłębie Dąbrowskie do strajku protestacyjnego.
- 1938 r. – Po latach kryzysu gospodarczego kopalnia zatrudniała 1974 pracowników, a jej wydobycie dochodziło do 942 tys. ton. W latach międzywojennych i po wojnie siedzibą administracji Towarzystwa „Hrabia Renard” (a potem kopalni „Sosnowiec”) był Zamek Sielecki.
- 1 stycznia 1942 r. – Po inwazji niemieckiej na Polskę we wrześniu 1939 r., nastąpiło przejęcie kopalni przez pruski koncern państwowy „Preussag”[2].
- 2 marca 1945 r. – Upaństwowiona przez władze komunistyczne kopalnia „Renard”, jako przedsiębiorstwo państwowe, weszła w skład Dąbrowskiego Zjednoczenia Przemysłu Węglowego, dając zatrudnienie 1720 robotnikom[6].
- 1946 r. – Zmiana nazwy na kopalnia „Sosnowiec”. Miała ona w okresie powojennym najwyższą wydajność spośród kopalń sosnowieckich.
- 29 listopada 1949 r. – zarządzeniem prezydenta Bolesława Bieruta  kopalnia „Sosnowiec” została odznaczona Orderem Sztandaru Pracy II klasy[13].
- 14 grudnia 1949 r. – 1956 r. – Przejściowa zmiana nazwy na kopalnia „Stalin” (im. Józefa Stalina)[2].
- 1950 r. – Oddano do użytku szyb „Ostatek” w Będzinie.
- Lata 60. – Oddano do użytku szyb „Stanisław” na Środuli, a także zgłębiono szyb „Anna” do poziomu 450. Modernizacja zakładu, dzięki której zbudowano m.in. nową łaźnię, lampownię, markownię, budynek dyrekcji i zakład przeróbki mechanicznej. Zbudowano trzy nowe urządzenia podsadzkowe i osadnik wód dołowych[14].
- 1966 r. – Wprowadzenie do eksploatacji kombajnów ścianowych, a w latach 70. obudów zmechanizowanych[14].
- Lata 70. – W 1970 r. oddano do użytku szyb „Szczepan” przy ulicy Gabriela Narutowicza oraz zaprzestano produkcji rolnej w gospodarstwie należącym do kopalni przy ulicy Kukułek[3]. Kopalnia „Sosnowiec”, jako inwestor bezpośredni projektu, wzięła udział w stworzeniu budowanego latach 1978-1988 Szpitala Górniczego w Sosnowcu[15].
- 1981 r. – Strajk w kopalni w czasie którego z górnikami spotkał się Lech Wałęsa[16].
- 1 stycznia 1992 – 28 lutego 1993 r. – Postawienie kopalni w stan prawnej likwidacji[17], zakończony podjęciem decyzji o szczególnym trybie jej prywatyzacji, ze względu na znaczenie dla gospodarki państwa[18].
- 1 stycznia 1997 r. – KWK „Sosnowiec” stał się, zgodnie z decyzją Rady Ministrów, jednoosobową spółką Skarbu Państwa o szczególnym znaczeniu dla gospodarki państwa[19].

- 31 grudnia 1997 r. – Postawienie spółki KWK „Sosnowiec" S.A. w stan likwidacji[20].
- 3 stycznia 1998 r. – Wydobycie ostatniej tony węgla.
- 21 sierpnia 2000 r. – KWK „Sosnowiec" S.A., wraz z likwidowanymi kopalniami KWK „Jan Kanty" S.A., KWK „Saturn” S.A., KWK „Porąbka Klimontów" S.A. i KWK „Żory" S.A. w likwidacji, weszła w skład nowo utworzonej Spółki Restrukturyzacji Kopalń S.A.[21].
- 10 stycznia 2001 r. – Rozpoczęcie zatapiania wyrobisk[21].

## Eksploatacja
Na obszarze górniczym kopalni „Sosnowiec” eksploatowano pokłady 409, 414, 501, 510, 620 w strefie głębokościowej od 0 do ok. 500. Miąższości pokładów i wybieranego węgla zmieniały się od ok. 1,5 m do 9–10 m (pokład 510). Produkcja węgla kamiennego w 1900 r. wyniosła 586 000 ton, a w 1979 r. 2 544 000 ton.
Kopalnia w ciągu swojej przeszło stodwudziestoletniej historii w latach 1876–1997 dysponowała następującymi szybami:
- Sosnowiec (Renard, Stalin) – zgłębiony w latach 1881–1883 na głębokość 280 m, w latach 1956–1960 pogłębiony do 314 m, od 1960 r. jedyny szyb wydobywczy poziomu 280.
- Eugeniusz (Eulenburg) – zgłębiony w latach 1881-1883 na głębokość 280 m, nieczynny od końca lat 60. XX wieku, zlikwidowany w 1975 r.
- Szczepan – zgłębiony w latach 1966–1970 do poziomu 450 (wydobywczy dla tego poziomu).
- Anna (Joanna/Johanna) – oddany do użytku w 1904 r., zgłębiony na głębokość 240 metrów, pogłębiony w latach 1960–1964 do 450 m. Pierwotnie wydobywczy dla poziomu 280, następnie zjazdowo-materiałowy dla poziomów 280 i 450[10].
- Ludwik (Wilhelmina) – wydobywczy dla kopalni Ludwik i przejściowo w latach 50. XX wieku dla poziomu 120 (nieczynnego od 1924 r.), potem podsadzkowo-materiałowy, zgłębiony w 1876 r. do 85 m, w 1926 r. pogłębiony do 120 m, zlikwidowany w 1975 r[23].
- Powietrzny – szyb istniejący w latach 1877–1998, pogłębiony na początku XX wieku do 136 m[23].
- Matylda – wydobywczy, zgłębiony w latach 80. XIX wieku[12].
- Ostatek – wentylacyjno-materiałowo-podsadzkowy, zgłębiony w 1950 r., głębokość 290 m.
- Stanisław – wentylacyjny, zgłębiony w latach 1960–1964 dla poziomu 450.

## Teren pokopalniany

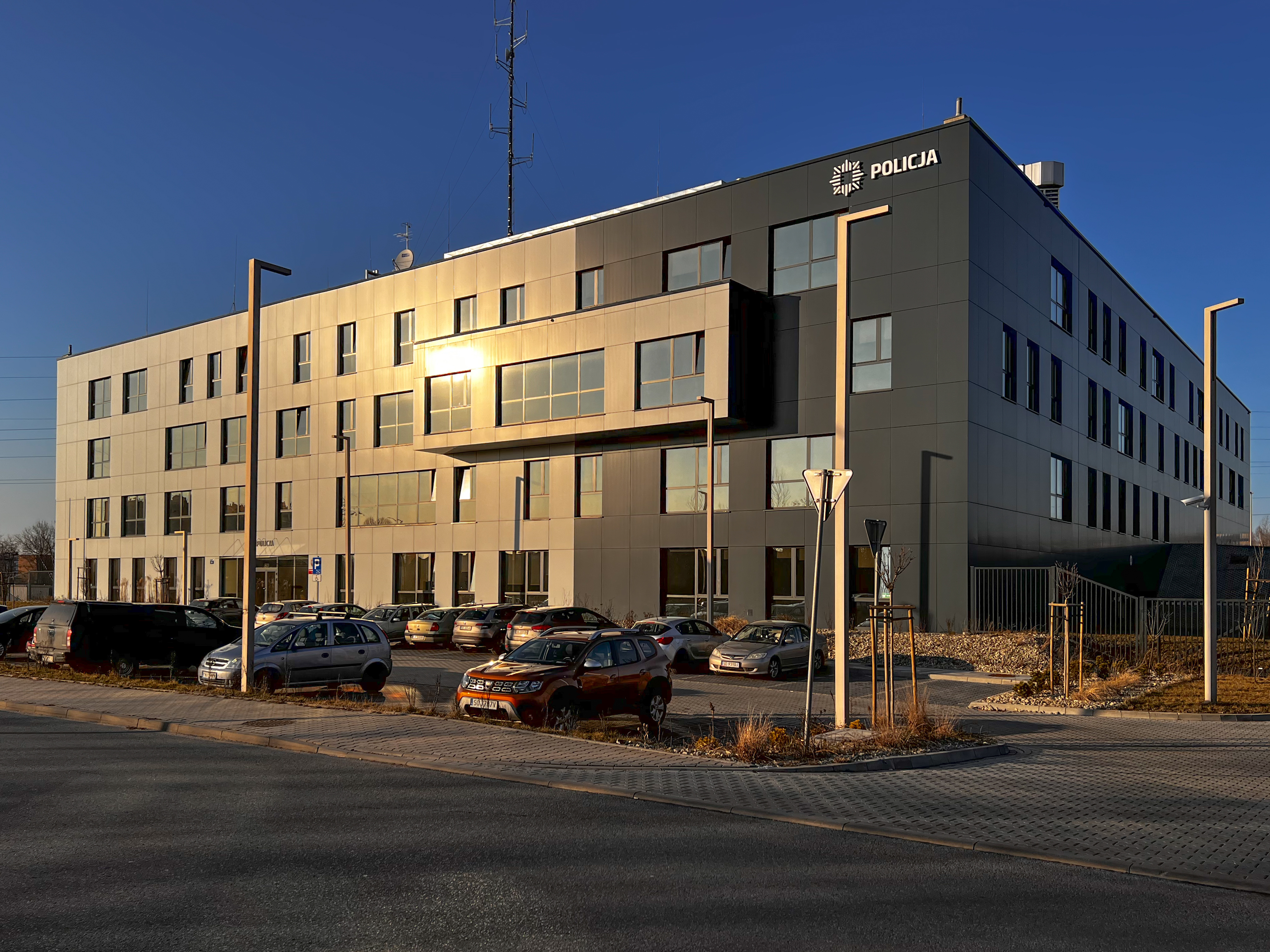
Komendy Miejskiej Policji przy ulicy Aleksandra Janowskiego

Po 1990 r. w wyniku restrukturyzacji przemysłu 31 grudnia 1997 r. KWK „Sosnowiec” S.A. postawiono w stan likwidacji. W latach 1998–2011 przeprowadzono likwidację spółki KWK „Sosnowiec” S.A. wraz z jej majątkiem. Obszar po kopalni został włączony do powstałej sosnowiecko-dąbrowskiej podstrefy Katowickiej Specjalnej Strefy Ekonomicznej. Pamiątką z czasów, w których kopalnia prowadziła eksploatację węgla pozostaje zachowana konstrukcja wieży wyciągowej. Po wyburzeniu budynków byłej kopalni, we wrześniu 2010 r. rozpoczęły się prace nad jej przebudową, a 18 grudnia 2012 r. wewnątrz wieży szybowej „Anna” otwarto ścianę wspinaczkową Poziom 450. Na terenach pokopalnianych powstały osiedla mieszkaniowe, budynki użyteczności publicznej, zakłady przemysłowe i usługowe. Przy nowo powstałej ulicy Aleksandra Janowskiego biegnącej przez tereny dawnej kopalni oddano do użytku siedzibę Komendy Miejskiej Policji w Sosnowcu, Prokuratury Rejonowej w Sosnowcu, a przy ulicy Kombajnistów 76 siedzibę i stację SPZOZ Rejonowego Pogotowia Ratunkowego w Sosnowcu. Rozpoczęto wznoszenie budynku sądu rejonowego. W planach jest również budowa siedziby Straży Granicznej przy ul. Kombajnistów. Powstały w tym rejonie osiedla mieszkaniowe Nowy Sielec i Wrzosowe Ogrody oraz zakłady produkcyjne Heraeus Electro-Nite Polska Sp. z o.o.. Przy ulicy Gabriela Narutowicza funkcjonują zakłady produkcyjne firmy SAPA Polska, SumiRiko Automotive Hose Poland Sp. z o.o., stacja paliw S1 Dagas, centrum rekreacyjno-sportowe JumpMax Sosnowiec oraz siłownia.